# Hiroko Katayama
Hiroko Katayama (片山 広子), née le 10 février 1878 à Tokyo et morte le 19 mars 1957, est une poétesse et traductrice japonaise.

## Biographie
Fille de diplomate, elle fréquente une école de missionnaires et épouse en 1899 Teijiro Katayama âgé de vingt-et-un ans, futur directeur de la Banque de Tokyo. Après 1910, elle est traductrice sous le nom Matsumara Mineko. Elle est l'auteur de quelques-unes des premières traductions en japonais d'œuvres d'écrivains irlandais tels que William Butler Yeats, John Millington Synge, George Bernard Shaw, Seumas O'Kelly, Fiona Macleod et Lord Dunsany.
Soue le nom Hiroko Katayama, elle appartient au groupe de poètes réunis autour de la revue Kokoro no hana de Nobutsuna Sasaki et publie trois recueils de poèmes tanka : Kawasemi (1916), Touka-setsu (1953) et No ni Sumite: Ka-shu (1954).

## Source de la traduction
- (de) Cet article est partiellement ou en totalité issu de l’article de Wikipédia en allemand intitulé « Katayama Hiroko » (voir la liste des auteurs).